# Mahmoud Jibril
Mahmoud Jibril el-Warfalli (en arabe : محمود جبريل الورفلي), également retranscrit Jabril ou Jebril ou Gebril, né le 28 mai 1952 à El-Beïda et mort le 5 avril 2020 au Caire, est un homme d'État libyen.
Il est, du 23 mars au 23 octobre 2011, président du Conseil exécutif du Conseil national de transition (CNT), l'autorité politique de transition mise en place par la rébellion libyenne contre le régime de Mouammar Kadhafi.

## Biographie

### Jeunesse et formation
En 1975, Mahmoud Jibril sort diplômé en sciences économiques et politiques de l'université du Caire. Il obtient ensuite une maîtrise en sciences politiques, en 1980, et un doctorat en sciences politiques, en 1985, à l'université de Pittsburgh. Il enseigne la planification stratégique à Pittsburgh pendant plusieurs années et publie 10 livres sur ce sujet, ainsi que sur la prise de décision, dont Imagery and Ideology in U.S. Policy Toward Libya, 1969–1982.

### Carrière professionnelle
De 2007 à fin 2010, Mahmoud Jibril officie dans le régime de Khadafi à la tête du bureau du développement économique national, un organisme chargé de mener les réformes économiques de la Jamahiriya arabe libyenne.

### Parcours politique

#### Conseil national de transition
Le 23 mars 2011, au début de l'insurrection libyenne, le Conseil national de transition (CNT) nomme Mahmoud Jibril à la tête du gouvernement de transition nouvellement créé. 
Mahmoud Jibril est l'un des émissaires du CNT qui parcourt les capitales étrangères en vue d'obtenir le soutien de la communauté internationale. Il rencontre à plusieurs reprises le président Nicolas Sarkozy à Paris. Le 10 mars 2011, à l'issue d'une de ces rencontres, la France devient le premier pays à reconnaître officiellement le CNT comme étant le seul représentant légitime du peuple libyen. Il rencontre également William Hague, secrétaire aux affaires étrangères du Royaume-Uni ainsi que Gene Cretz, ambassadeur des États-Unis en Libye, les persuadant de soutenir ouvertement le CNT.
Bien que la presse et la diplomatie internationale le qualifient souvent de « Premier ministre », « Premier ministre par intérim » ou plus simplement « numéro 2 du CNT », sa fonction officielle porte le nom de « président du Conseil exécutif et responsable des Affaires internationales. »
Le bureau exécutif est dissous le 8 août 2011 sur demande du CNT à la suite de l'assassinat du général Abdul Fatah Younis, le chef d’état-major de la rébellion. Les circonstances troublantes de cet événement avaient entraîné des rumeurs de dissensions internes, particulièrement gênantes pour le CNT en recherche de reconnaissance internationale. Mahmoud Jibril reste en poste et le président du CNT, Moustafa Abdel Jalil, le charge de constituer une nouvelle équipe,,.
Le 23 octobre 2011, il quitte ses fonctions de chef du gouvernement de transition à la faveur de la proclamation de la libération de la Libye. Il est remplacé par Abdel Rahim al-Kib, élu le 31 octobre 2011 par 26 voix sur 51. Il demeure encore ministre des Affaires étrangères jusqu'au 24 novembre suivant, date à laquelle s'installe le nouveau gouvernement.

#### Élections législatives de 2012

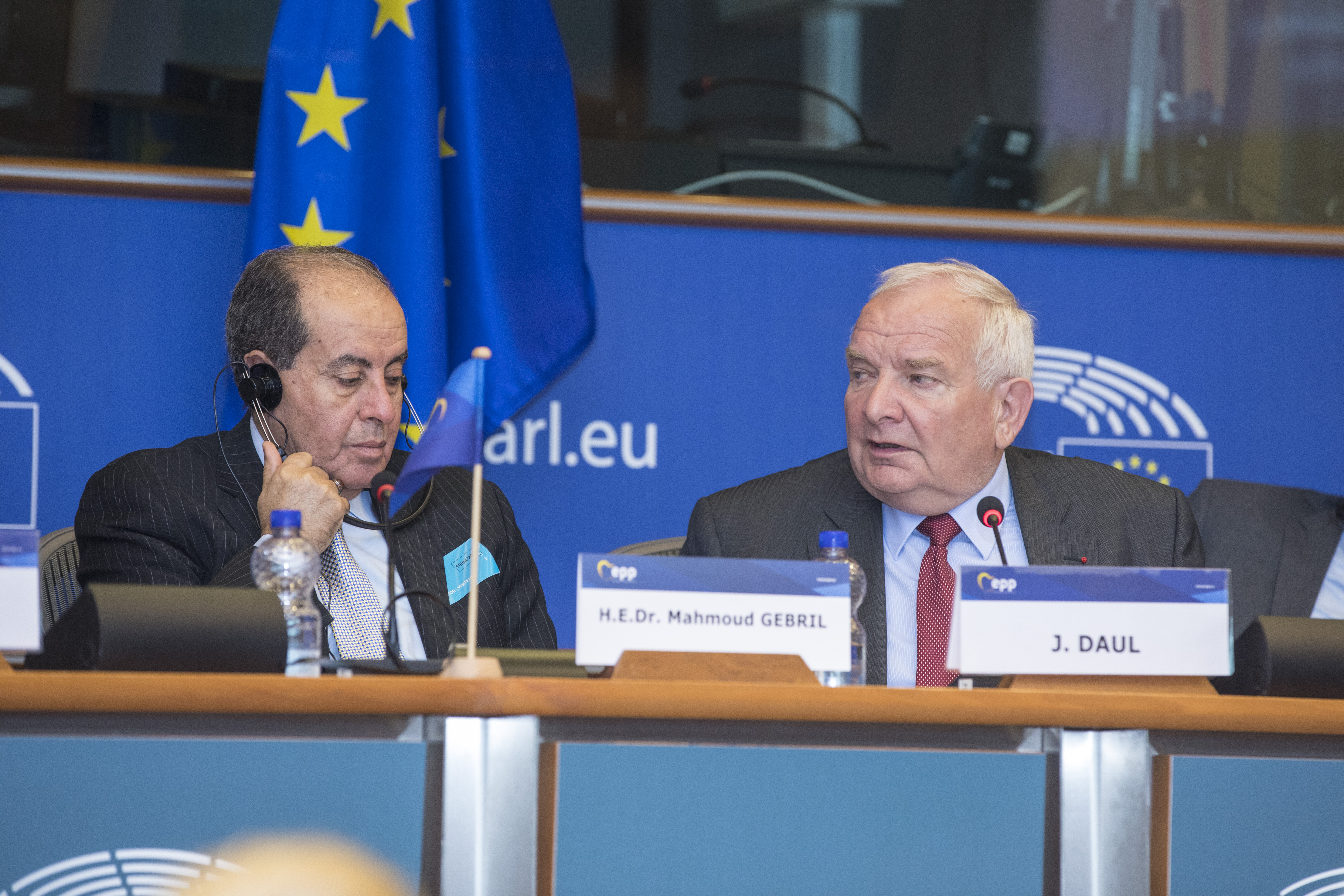
Mahmoud Jibril (à gauche) en 2018, lors d'une réunion du Parti populaire européen.

En mars 2012, Mahmoud Jibril prend la tête d'un nouveau parti politique, l'Alliance des forces nationales qui remporte les élections du Congrès général national du 7 juillet 2012. Il n'obtient cependant pas la majorité absolue. Il brigue sans succès le poste de Premier ministre en septembre 2012.
En mai 2013, alors qu'il est député, une loi sur l'exclusion de la vie politique des personnes ayant occupé des responsabilités sous le régime de Kadhafi lui interdit d'exercer de nouvelles fonctions.

#### Tentative de retour en politique
En 2019, dans le contexte de la deuxième guerre civile libyenne qui oppose les forces de Khalifa Haftar à celles de Fayez el-Sarraj, il tente de relancer sa carrière politique.

### Mort
Mahmoud Jibril meurt le 5 avril 2020 du Covid-19 dans un hôpital du Caire.

## Publications
- (en-US) el-Warfally, Mahmoud G., Imagery and Ideology in U.S. Policy Toward Libya, 1969-1982, University of Pittsburgh Press ; (1988),  (ISBN 978-0-8229-3580-3)